# Steinkreis von Innesmill
Der Steinkreis von Innesmill (laut Frederick Rhenius Coles (1854–1929) auch Standing Stones of Urquhart; Devil’s Stanes Steinkreis von Cappieshill oder The Nine Stanes genannt) liegt südöstlich des 1977 aufgegebenen Milltown Airfield, nördlich von Urquhart, 0,5 km östlich von Innesmill, in Moray in Schottland.

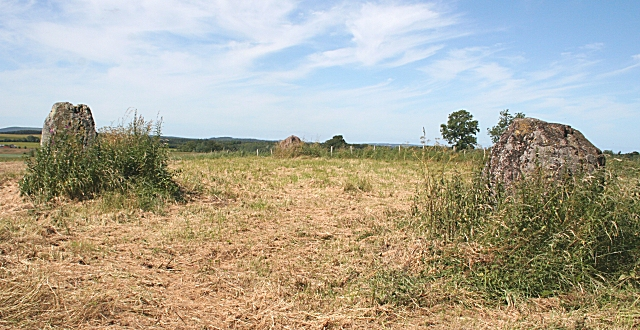
Steinkreis von Innesmill

Von den ursprünglich 12 Steinen, die auf dem Umfang eines Kreises mit einem Durchmesser von 33,5 m lagen, sind nur noch fünf in situ erhalten (zwei gefallene Steine liegen innerhalb des Kreises). Sie haben Höhen von 1,0 m bis 1,9 m und scheinen in Richtung Südwesten abgestuft zu sein. Dies, zusammen mit einem Hinweis aus dem 19. Jahrhundert auf „neun hohe Steine in einem Kreis, zwei davon am Eingang zum Altar“, legt nahe, dass dies ein stärker beschädigter Steinkreis des Typs Recumbent Stone Circle (RSC) gewesen ist, von dem der „Liegende“ und seine Flankensteine bereits früh entfernt wurden. Merkmal der RSCs ist ein „liegender Stein“ begleitet von zwei stehenden, hohen, oft spitz zulaufenden „Flankensteinen“, (englisch flankers) die Teil des Kreises sind oder sich nahe dem Kreis befinden. Die am River Dee besonders häufigen Kreise wurden zwischen 2300 und 1800 v. Chr. errichtet. Es ist bemerkenswert, dass der westlichste Stein mehrere kleine Schälchen aufweist, die sich in dem begrenzten Bereich befinden, in dem solche Markierungen bei liegenden Steinkreisen üblicherweise zu finden sind. Die Markierungen auf dem westlichsten Stein wurden von Ordnance Survey (OS) als Schälchen anerkannt, obwohl man zunächst der Ansicht war, dass sie durch Verwitterung verursacht wurden.
Vor 1870 wurde das Innere ausgegraben. Es wurden keine Spuren von Gräbern oder etwas Bedeutendem gefunden.